# Amnosia flavilla
Amnosia flavilla är en fjärilsart som beskrevs av Hans Fruhstorfer 1908. Amnosia flavilla ingår i släktet Amnosia och familjen praktfjärilar. Inga underarter finns listade i Catalogue of Life.